# Přívoz Podbaba – Podhoří

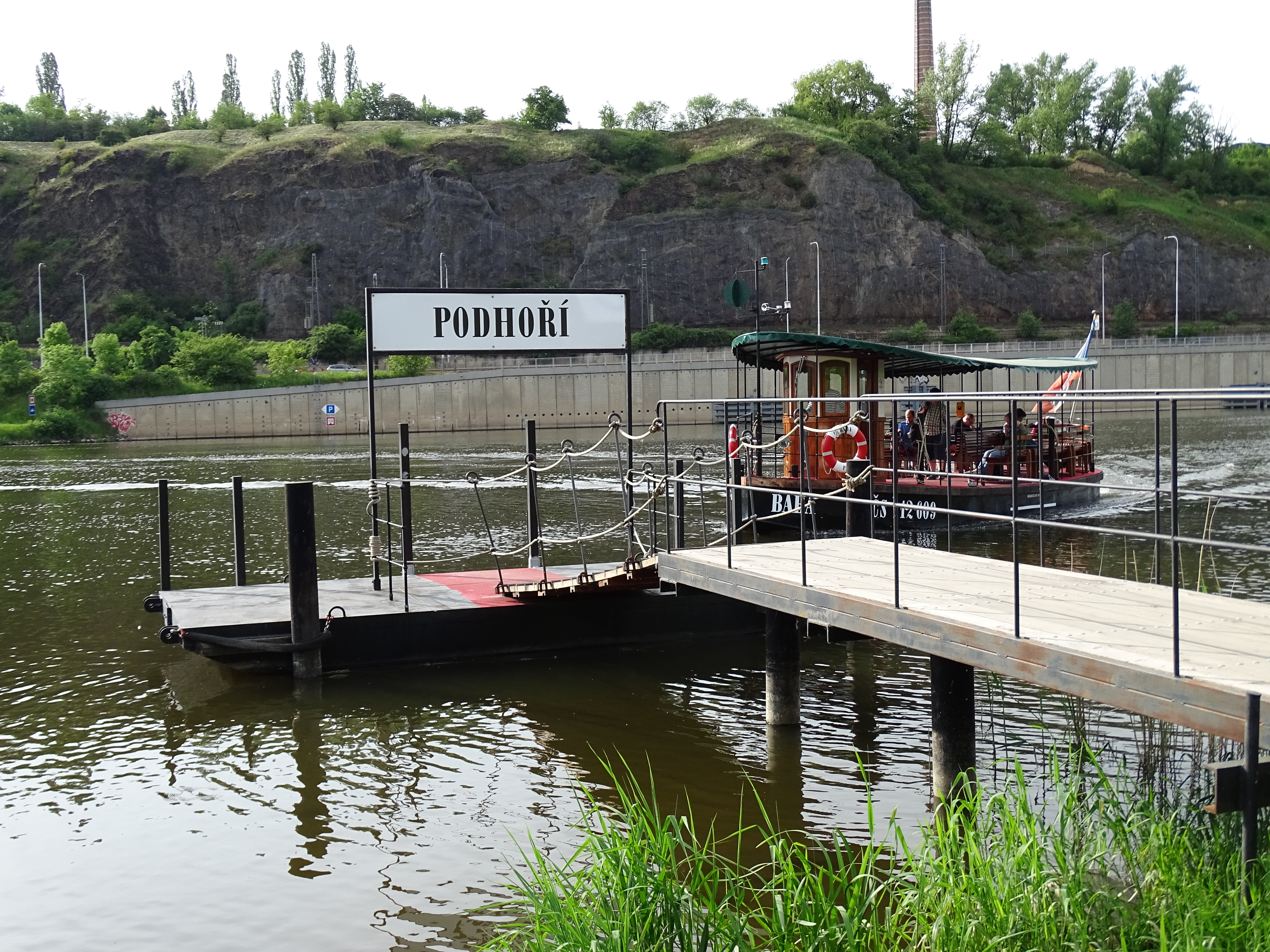
Přístaviště Podhoří

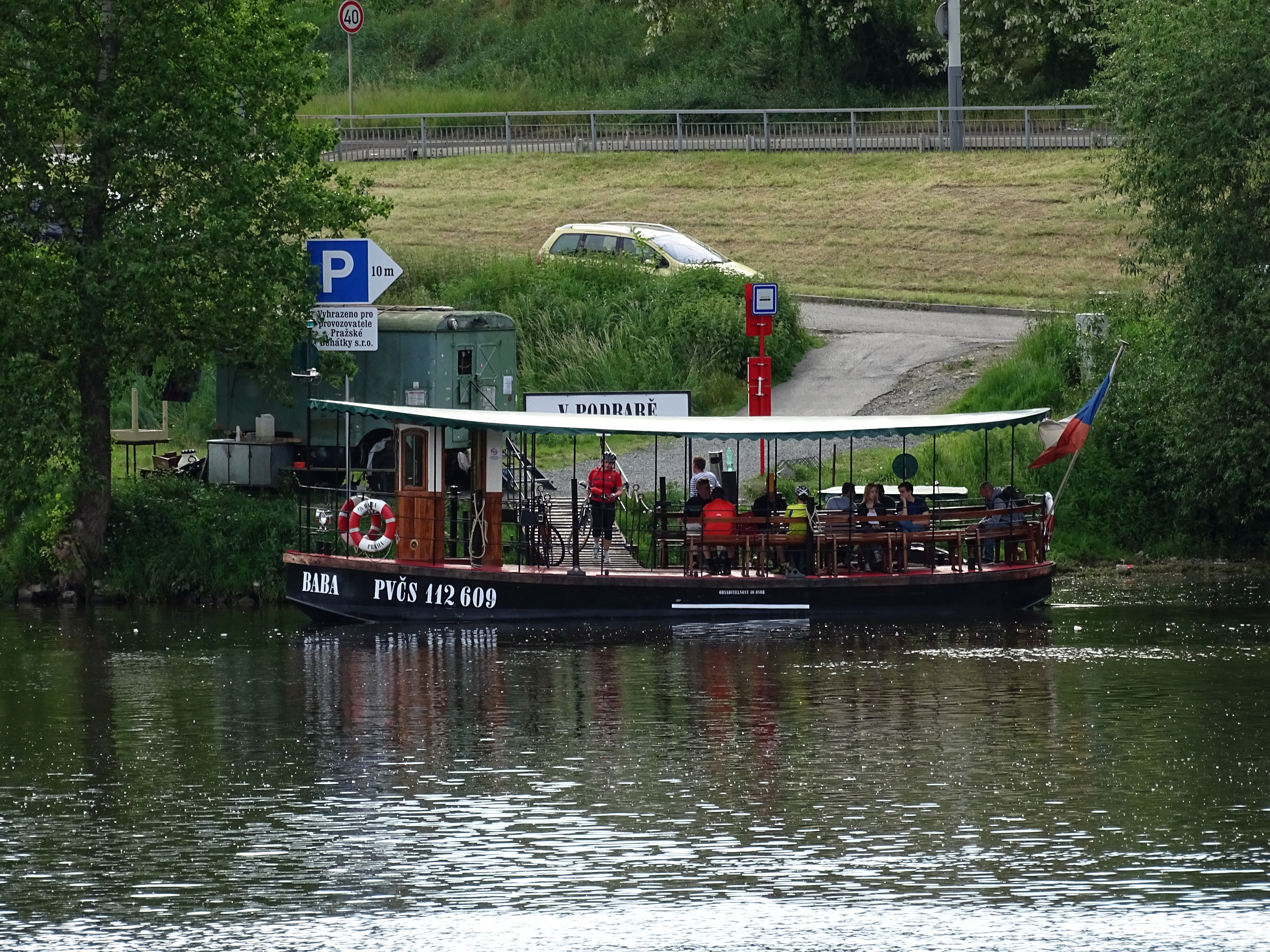
Přístaviště Podbaba

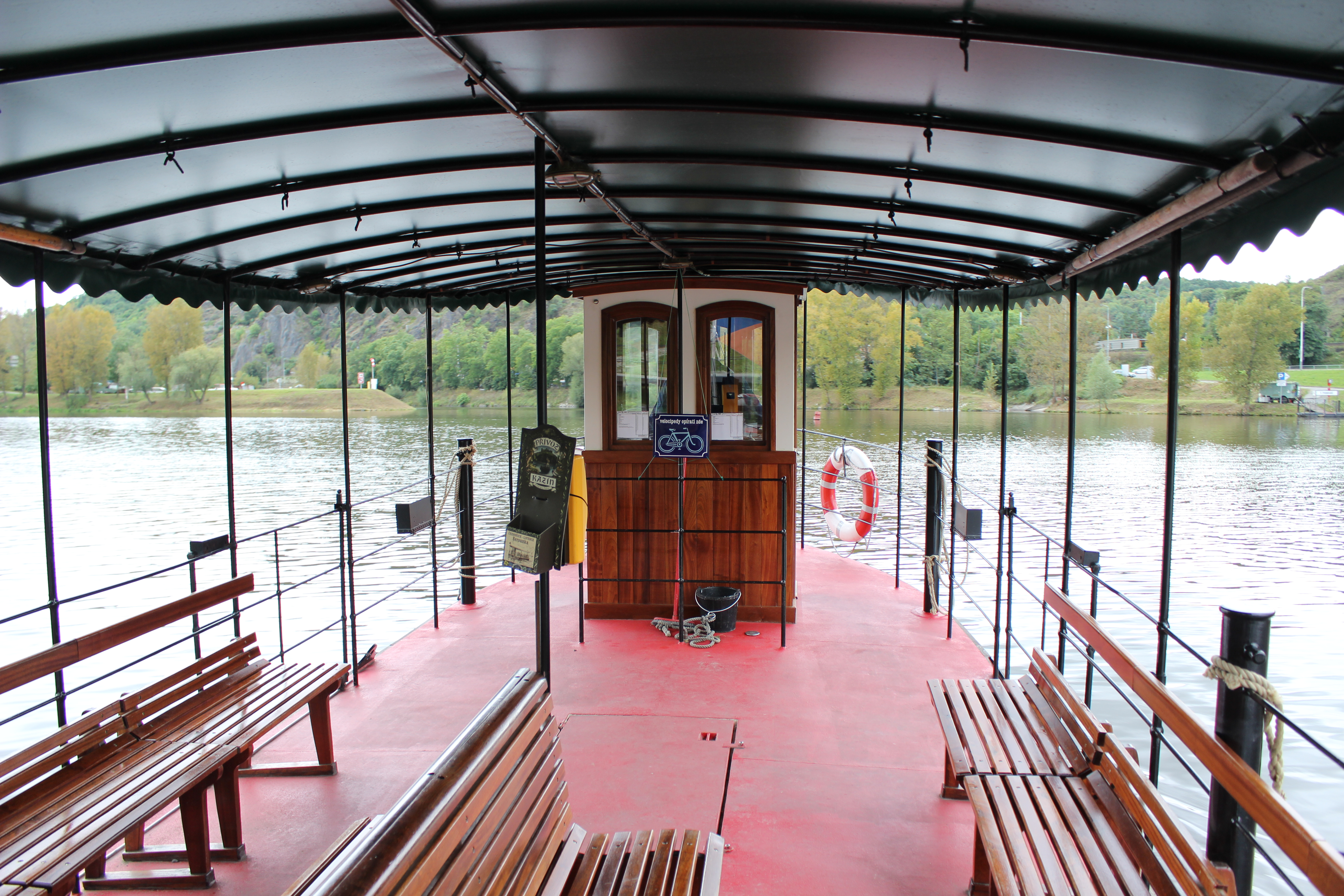
Loď Baba

Podbabský přívoz, v minulosti nazývaný též Lysolajský přívoz, v informačním systému Pražské integrované dopravy označovaný jako linka P2 (v databázích kódován jako linka 696), je provozován na Vltavě v severní části Prahy. Je dlouhodobě nejvyužívanějším pražským přívozem. Spojuje pražskou osadu Podbaba (součást Dejvic) u ústí Šáreckého a Lysolajského údolí a stejnojmenných potoků s protilehlou osadou Podhoří, které je součástí městské čtvrti Troja.
Přístaviště na levém břehu je umístěno nedaleko bývalé železniční zastávky Praha-Podbaba a v těsné blízkosti zastávek „V Podbabě“ autobusů z Dejvic směrem do Suchdola, Lysolají a Roztok. Pravý, trojský břeh je oblíbeným výletním místem zejména cyklistů, do Podhoří zajíždí část spojů autobusové linky 112 a od 1. dubna 2009 linka 236 od Bohnic. Obě linky zajišťují spojení k zoologické a botanické zahradě.

## Historie
V minulosti již přívoz v těchto místech býval, je doložen například v letech 1888, 1911 (osobní, prámový, se spodním vodičem), 1929, 1960–1974. (Viz např. Fojtík)

## Obnovení přívozu v PID
Slavnostní znovuotevření proběhlo 28. června 2006, běžný provoz byl zahájen 1. července 2006. V informačních materiálech a databázi jízdních řádů je označován jako linka P2.
Tarifní podmínky jsou shodné jako u sedleckého přívozu. Pro přepravu platí jízdenky Pražské integrované dopravy kromě krátkodobých jízdenek s omezenou přestupností (z počátku provozu platily jen dlouhodobé předplatní jízdenky nebo speciální nepřestupné jízdné 20 Kč).
Přepravují se osoby, jízdní kola, kočárky a psi. Přívoz je v provozu celoročně a denně. Nejezdí při průtoku nad 450 m3.
Provozuje jej společnost Pražské Benátky s. r. o. (do roku 2011 pod názvem První Všeobecná Člunovací Společnost s. r. o., majitel Zdeněk Bergman).

## Plavidla
Od počátku provozu v PID zde byly používány lodě typu vltavský naháč s kapacitou 12 osob. Již v roce 2008 se uvažovalo o pořízení kapacitnějšího plavidla. Od roku 2010 začala být doprava v letní sezóně (duben až říjen) posilována druhou lodí.
12. července 2016 byla na přívoz nasazena nová loď Baba, jednalo o typ lodi Naomi, vyvinutý provozovatelem pro pražské přívozy, stejně tak jako loď Kazi, která již od roku 2014 jezdila po Berounce u Kazína. Je konstruována podle lodí z konce 19. století, má délku 11,2 metru, šířku 3,7 metru, ponor 50 centimetrů a kapacitu 40 cestujících. Díky palubové konstrukci a novým přístavištím umožňuje nástup a výstup v jedné úrovni. Kormidelna je krytá. Loď Baba stála pět milionů korun. 

## Využívanost
Podle článku z roku 2008 denně přepravil v průměru 450 osob a 40 jízdních kol, proto se už v té době uvažovalo o pořízení kapacitnějšího plavidla. Od roku 2010 začala být doprava v letní sezóně (duben až říjen) posilována druhou lodí.
Vykazovaná využívanost přívozu za období provozu v rámci PID:
- 2006: 33 670 přepravených osob (provoz zahájen 1. července)
- 2007: 84 163 přepravených osob
- 2008: 115 485 přepravených osob
- 2009: 127 607 přepravených osob
- 2010: 199 076 přepravených osob
- 2011: 323 240 přepravených osob, tj. průměrně 937 denně[8]
- 2012: 190 408 přepravených osob
- 2013: 134 894 přepravených osob
- 2014: 197 695 přepravených osob
- 2015: 224 293 přepravených osob
- 2016: 196 342 přepravených osob